# Mingxi

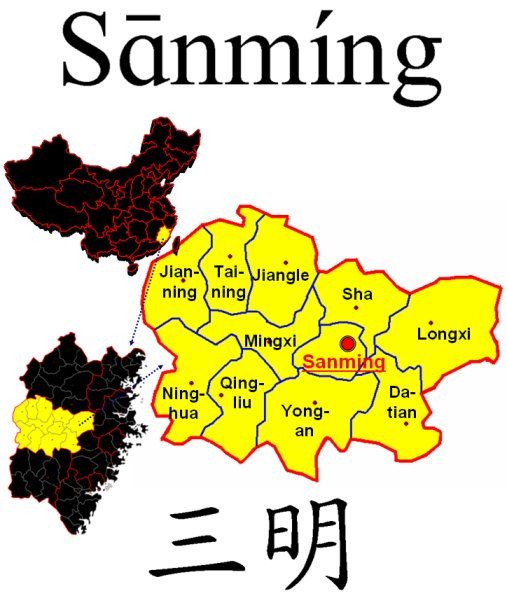
Kreisebene der Stadt Sanming

Mingxi (chinesisch 明溪县, Pinyin Míngxī Xiàn) ist ein chinesischer Kreis der bezirksfreien Stadt Sanming in der Provinz Fujian. Er hat eine Fläche von 1.731 km² und zählt 98.930 Einwohner (Stand: 2020). Sein Hauptort ist die Großgemeinde Xuefeng (雪峰镇).

## Administrative Gliederung
Auf Gemeindeebene setzt sich der Kreis aus vier Großgemeinden und fünf Gemeinden zusammen. 